# Liste d'élections en 1824
Chronologie des élections
- 1820
- 1821
- 1822
- 1823
- 1824
- 1825
- 1826
- 1827
- 1828

Cet article recense les élections organisées durant l'année 1824.

Au milieu des années 1820, seuls le Royaume-Uni, les États-Unis, la France, la Norvège et le Portugal procèdent à des élections nationales. Tous appliquent le suffrage censitaire masculin, à l'exception du Portugal qui applique le suffrage universel masculin. 

## Élections nationales en 1824
| Date                          | État       | Élection ou référendum                    | Contexte | Résultat |
| ----------------------------- | ---------- | ----------------------------------------- | --- | --- |
| 25 février - 6 mars           | France     | Législatives                              | Les 3/5 des députés sont élus le 25 février, les 2/5 restants étant élus le 6 mars par la minorité d'électeurs les plus riches, qui votent donc deux fois. Ayant perdu la confiance du roi Louis XVIII, le duc de Richelieu (royaliste modéré) a démissionné en décembre 1821 de la présidence du Conseil des ministres, et a été remplacé par Joseph de Villèle (ultra-royaliste). | Les Ultraroyalistes remportent la majorité écrasante des sièges. Joseph de Villèle demeure président du Conseil des ministres. |
| 10 octobre                    | Mexique    | Fédérales                                 | | Cette section est vide, insuffisamment détaillée ou incomplète. Votre aide est la bienvenue ! Comment faire ? |
| 26 octobre - 2 décembre       | États-Unis | Présidentielle                            | Le bipartisme a disparu avec l'effondrement du Parti fédéraliste. Le président James Monroe ne se représente pas pour un troisième mandat, et son Parti républicain-démocrate (antifédéraliste, républicain (en)), qui a remporté les six précédentes élections présidentielles, présente quatre candidats à ce scrutin. Aucun autre parti ne présente de candidat.                 | Pour la première fois, aucun candidat ne remporte la majorité absolue des voix du collège électoral. Andrew Jackson est en tête avec 37,9 % des voix des grands électeurs (et 41,4 % des suffrages populaires). La Chambre des représentants, appelée à départager les trois candidats en tête en vertu du douzième amendement de la Constitution, choisit néanmoins d'élire John Quincy Adams (républicain-démocrate) : Il remporte la majorité des voix des représentants de treize des vingt-quatre États. |
| 7 juillet 1824 - 30 août 1825 | États-Unis | Législatives (chambre (en) et sénat (en)) | | Voir l'article : Liste d'élections en 1825. |

## Élections en subdivisions nationales en 1824
Cette section concerne les élections législatives dans un État fédéré, une subdivision territoriale ou une colonie d'un État souverain, ainsi que leurs principaux référendums.
| Date                               | Subdivision | État                     | Élection ou référendum | Contexte                           | Résultat                                    |
| ---------------------------------- | ----------- | ------------------------ | ---------------------- | ---------------------------------- | ------------------------------------------- |
| 27 décembre 1824 - 25 janvier 1825 | Bavière     | Confédération germanique | Législatives (de)      | Élections de la deuxième mandature | Voir l'article : Liste d'élections en 1825. |